# Efecto derrame
Se conoce como efecto derrame, efecto goteo o teoría del derrame a la teoría económica que propone reducir los impuestos a las empresas y a los ricos de la sociedad como medio para estimular la inversión empresarial a corto plazo y beneficiar a la sociedad en general a largo plazo. En la historia reciente, el término ha sido utilizado por los críticos de las políticas económicas del lado de la oferta, como la "Reaganomía". Mientras que la teoría general del lado de la oferta favorece la reducción de impuestos en general, la teoría del derrame se centra más específicamente en los impuestos del extremo superior del espectro económico. La evidencia empírica muestra que la propuesta nunca ha logrado alcanzar sus objetivos declarados.

## Origen
Los principales puntos de vista de la teoría del derrame fueron propuestos por Milton Friedman, Murray Rothbard y Robert Lucas quienes planteaban que solo reduciendo la carga impositiva a los ricos y las grandes empresas se llegaría a una verdadera sociedad libre, Friedman y Murray planteaban que toda libertad debía basarse únicamente en la libertad económica y está debía limitarse a la no intervención del estado en decisiones económicas, cualquiera intervención del Estado en beneficio de la sociedad era para estos autores un paso al totalitarismo.
Según plantea Murray y Friedman los ingresos adicionales que tendrán los grandes empresarios permitirán impulsar la inversión y el gasto para generar crecimiento económico. Friedman plantea que se debe adoptar una responsabilidad fiscal más baja sólo en el extremo superior del espectro económico aumentar los ingresos de aquellos con mayores ingresos ya que invertirán más. La teoría parte además de las ideas de Ayn Rand, la estadounidense que consideraba que los ricos deberían gobernar sin restricciones, las masas sin criterio deberían seguirlos.
Los defensores liberales de esta teoría argumentan en contra del recorte generalizado de impuestos ya que plantean que recortar los impuestos los ciudadanos significa un aumento de los ingresos medio, habrá más gastos por tanto llevará a una mayor inflación, a su vez un mayor ingreso llevaría a una mayor aumento salarial lo que haría caer la tasa de ganancia de las empresas y los ingresos extraordinarios por el recorte de impuestos. Para Hayek cualquier intento de extender el recorte de impuestos fuera del percentil más alto de la escala social llevaría al totalitarismo
Cualquier recorte de impuestos generalizado a toda la ciudadanía sería caer en el igualitaria no y el socialismo por tanto estos solo deben limitarse a la parte más racional se la población los empresarios.
El término "derrame" (trickle-down en el inglés original) hoy en día se utiliza a menudo para las políticas económicas que favorecen a los ricos o privilegiados mientras se enmarcan como buenas para el ciudadano medio. David Stockman, que primero como director de presupuesto del presidente conservador de derecha Ronald Reagan defendió los recortes de impuestos de esa administración, luego se mostró más tarde crítico con ellos y dijo al periodista William Greider que la "economía de la oferta" es la idea del derrame:

Es difícil vender el "derrame", así que la fórmula de la economía de oferta era la única manera de conseguir una política fiscal que fuera realmente "derrame". La economía de la oferta es la teoría del "derrame".
David Stockman

Los oponentes políticos de la administración Reagan no tardaron en aprovechar este lenguaje para tachar a la administración de preocuparse sólo por los ricos. Algunos estudios sugieren una relación entre la economía de derrame y la reducción del crecimiento, y un estudio de 2020 que analizó 50 años de datos concluyó que la economía del derrame no promueve el empleo ni el crecimiento, y que "los responsables políticos no deberían preocuparse de que el aumento de los impuestos a los ricos[...] perjudique sus economías".

## Historia

Las políticas económicas de Ronald Reagan, que fueron apodadas "Reaganomía", incluyeron grandes recortes de impuestos y se caracterizaron como una economía del derrame. En esta imagen, esboza su plan para la Legislación de Reducción de Impuestos de la Oficina Oval en un discurso televisado, julio de 1981.

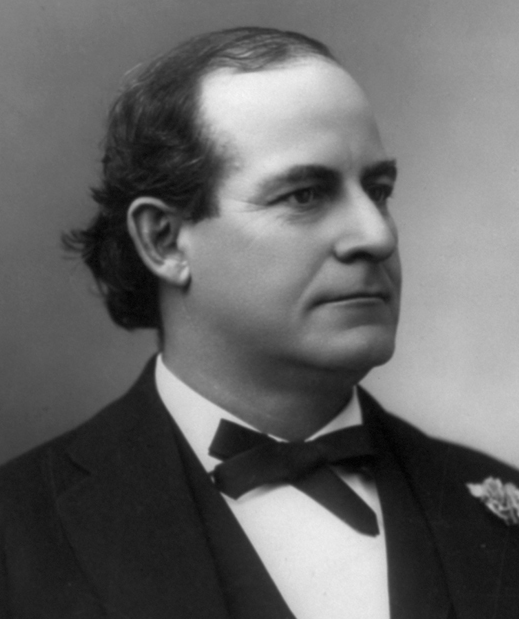
William Jennings Bryan, quien criticó la teoría del derrame en su "discurso de la cruz de oro" de 1896.

El término fue acuñado por primera vez por el humorista Will Rogers, en la década de los 30. Sin embargo, las ideas en las que se basaba el concepto eran claramente anteriores, de hecho, William Jennings Bryan criticó ampliamente la idea ya en 1896.
Uno de los primeros gobiernos en aplicarlo formalmente fue por el gobierno de Ronald Reagan en los años 1980, acompañado también por la  bajada de impuestos.
La teoría del derrame comenzó a difundirse después de la adhesión al Consenso de Washington, y tuvo su mayor apogeo en los años 90.

### Impacto en Latinoamérica
Si bien tuvo sus raíces en Estados Unidos, su impacto fue significativamente más amplio en América Latina, como México, Chile y Argentina, principalmente a la esperanza de una alternativa capaz de producir desarrollo y crecimiento genuino,[cita requerida] tras las constantes y duras crisis financieras que venía arrastrando la región desde hacía más de tres decenios. También tuvo impacto en países europeos como España.
En la década de los 90, uno de los países que gozó de mayor bienestar[cita requerida] en dicha región fue Argentina, donde más impactaron muchas teorías económicas liberales en la época, acompañada de países como Chile y Uruguay. En Argentina se puso en práctica por primera vez en la década del '60 del siglo XX, durante la dictadura militar autodenominada Revolución Argentina, bajo el rótulo de "Tiempo social".
Sin embargo, a principios de los años 2000, Argentina, sumida en una deuda externa que no podía pagar y a los bajos ingresos por la pérdida de competitividad a causa de la Ley de convertibilidad, sufrió una nueva crisis económica y muchos postulados económicos liberales, entre ellos el efecto derrame, perdieron fuerza y credibilidad. Esto llevó a un retorno a una economía de mercado social y a medidas proteccionistas, las cuales también se implantaron en varios países de la región como Brasil, Uruguay y Venezuela.

## Crítica
La teoría del derrame o goteo es criticada principalmente por economistas keynesianos, socialdemócratas y heterodoxos, que consideran que la existencia de los fallos de mercado hace que sea imposible que el mercado se autorregule de una forma perfecta para que el efecto derrame funcione. Además de que los excedentes bien pueden ser depositados en paraísos fiscales, de modo de que los estratos más pobres de la sociedad nunca podrían contemplar dicho derrame.

En 2013, el papa Francisco se refirió a las "teorías del derrame" en su exhortación apostólica Evangelii gaudium con la siguiente declaración (N.º 54):
Algunas personas continúan defendiendo teorías del derrame que asumen que el crecimiento económico, alentado por un mercado libre, inevitablemente tendrá éxito en lograr una mayor justicia e inclusión en el mundo. Esta opinión, que nunca ha sido confirmada por los hechos, expresa una confianza cruda e ingenua en la bondad de quienes ejercen el poder económico y en los trabajos sacralizados del sistema económico prevaleciente.
Un documento de 2015 realizado por investigadores del Fondo Monetario Internacional sostiene que no hay un efecto de derrame a medida que los ricos se hacen más ricos:
Si la participación en el ingreso del 20 por ciento superior (los ricos) aumenta, entonces el crecimiento del PIB en realidad disminuye a mediano plazo, lo que sugiere que los beneficios no se derraman. En contraste, un aumento en la participación en el ingreso del 20 por ciento inferior (los pobres) se asocia con un mayor crecimiento del PIB.
Un informe sobre política de 2015 de la economista Pavlina R. Tcherneva describió los fracasos de las ganancias económicas crecientes de los ricos sin una participación proporcional de las clases media y trabajadora, refiriéndose a los problemas de las políticas de "economía de derrame al estilo de Reagan" y al "régimen de derrame impulsado por el sector financiero".